# Flintholm (Hundstrup Sogn)
 For alternative betydninger, se Flintholm (flertydig). (Se også artikler, som begynder med Flintholm)
Flintholm er en tidligere adelig sædegård i Hundstrup Sogn, Sallinge Herred, Svendborg Kommune. Herregården nævnes første gang i 1505, og den nuværende hovedbygning er opført 1843-1844. Der hører i dag ca. 200 hektar til godset.

## Ejere af Flintholm
- (1500-1510) Claus Bryske
- (1510-1536) Carl Clausen Bryske
- (1536-1585) Claus Carlsen Bryske
- (1585-1586) Carl Clausen Bryske
- (1586-1591) Berite Banner gift (1) Bryske (2) Bille
- (1591-1598) Slægten Bryske
- (1598-1605) Karine Krabbe
- (1605-1625) Breide Rantzau
- (1625-1651) Frands Lykke
- (1651-1661) Kaj Frandsen Lykke
- (1661-1663) Kaj Frandsen Lykkes dødsbo
- (1663-1666) Otte Krag
- (1666-1713) Niels Ottesen Krag
- (1713-1740) Niels Nielsen Krag
- (1740-1763) Frederik Christian Nielsen Krag
- (1763-1768) Sophie Justsdatter Juel gift Krag
- (1768) Stig Tønsberg von Krogh
- (1768-1790) Jens Lange
- (1790-1829) Johan Jensen Lange
- (1829-1846) Frederik Reinholt Johansen Lange
- (1846-1856) Margrethe Lassen gift Lange
- (1856) Christian Frederik Reinholt Lange
- (1856-1901) Johan Theodor Reinholt Lange
- (1901-1902) Johan Theodor Reinholt Langes dødsbo
- (1902-1908) Johannes Mackeprang
- (1908-1917) Henrik Steenbech
- (1917-1922) Erik Saurbrey
- (1922-1928) Otto Schæffer
- (1928-1957) Otto Christopher greve Knuth
- (1957-1986) Hans Sørensen
- (1986-2001) Marie Louise Kajsdatter Koppel gift Sørensen
- (2001-2015) Jens Heimburger og Litten Gervang Heimburger
- (2015- ) Jens Heimburger

55°6′40″N 10°25′41″Ø / 55.11111°N 10.42806°Ø